# Young Wild West Leading a Raid
Young Wild West Leading a Raid è un cortometraggio muto del 1912 diretto da Al E. Christie (Al Christie).

## Produzione
Il film fu prodotto dalla Nestor Film Company.

## Distribuzione
Distribuito dall'Universal Film Manufacturing Company, il film - un cortometraggio di una bobina di genere western - uscì nelle sale cinematografiche USA il 29 giugno 1912.